# Joseph Phillips (hockeyer)
Joseph Phillips (24 maart 1911 - 1986) was een Indiaas hockeyer. 
Phillips won met de Indiase ploeg de olympische gouden medaille in 1936. Phillips Kwam alleen in actie in de groepswedstrijd tegen de Verenigde Staten.

## Resultaten
- 1936  Olympische Zomerspelen in Berlijn